# Lejonhund

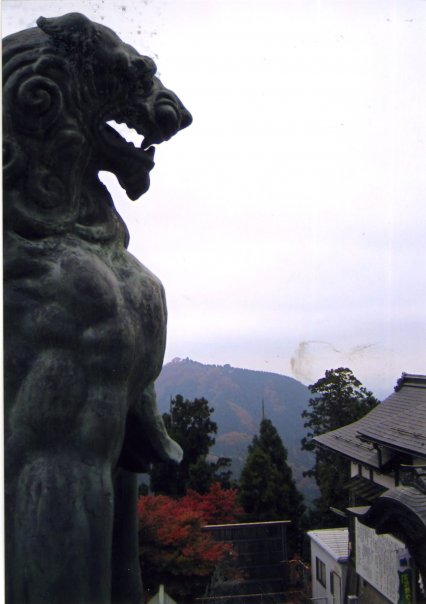
Koma-inu-staty i Okutama i Tokyo prefektur, Japan.

Lejonhunden är ett mytologiskt djur i Ostasien. I ursprungslandet Kina är de snarast fantasifulla avbildningar av lejon, medan i de exempelvis Japan har blivit en korsning mellan lejon och hund.
Lejonhundar står ofta parvis vid entréer till exempelvis tempel, då som en hane och en hona. Ofta avbildas den ena lejonhunden i ett par med öppen mun och den andra med stängd, som för att uttala de heliga stavelserna 'a' och 'm' i aum.

## Kina
Lejonhunden har sitt ursprung i Kina.  En trolig förebild är det asiatiska lejonet. De tidigaste avbildningarna finns i buddhistisk konst från 200-talet f.Kr.. I Kina kallas de (som mytologiskt djur) ruishi (瑞獅) eller (som staty) shishi (石獅, stenlejon).

## Japan
Shishi (獅子) är även det japanska ordet för lejon, men det verkliga djuret uttalas numera oftare raion.
Den japanska versionen av lejonhund kallas  komainu (狛犬・高麗犬), vilket bokstavligen betyder Koreahund och kan bero på att de nått Japan via Korea. De japanska lejonhundarna förekommer framförallt som stenstatyer framför buddhisttempel och shintons jinja. På Okinawa i södra Japan finns lejonhundstatyer ofta på taken till traditionellt byggda hus. På okinawanska kallas de för sīsā (シーサー), vilket på riksjapanska uttalas shīsā.

## Galleri med lejonhundar

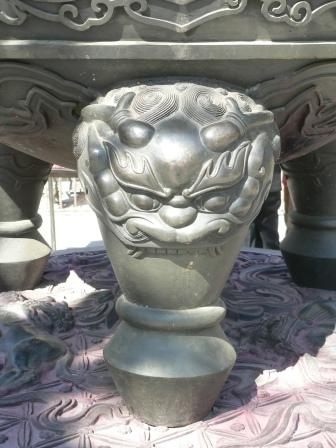
En lejonlik suanni avbildad på ett rökelsekar
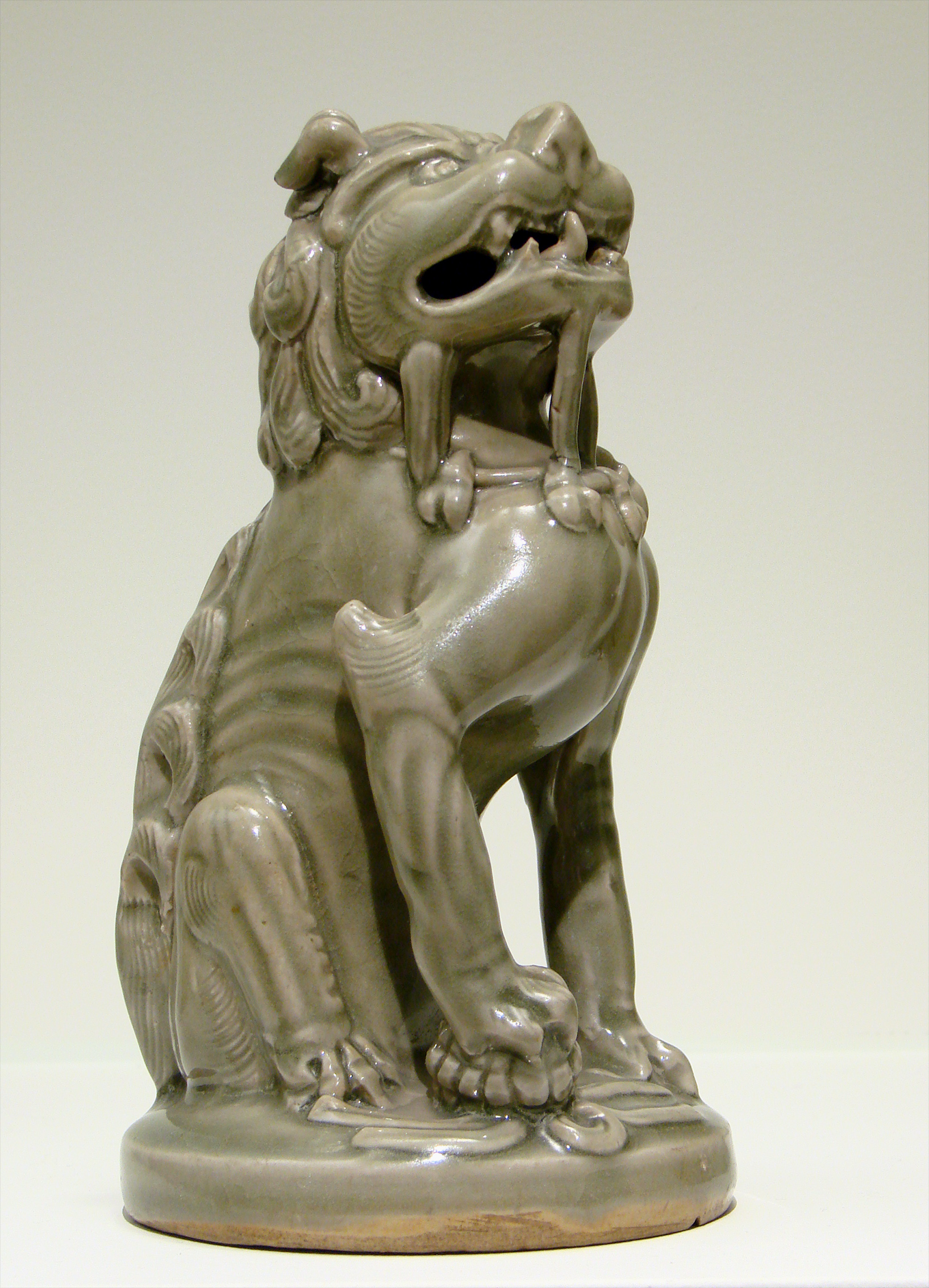
Ett sittande lejon, celadon, från Songdynastin, ungefär 1000-talet.
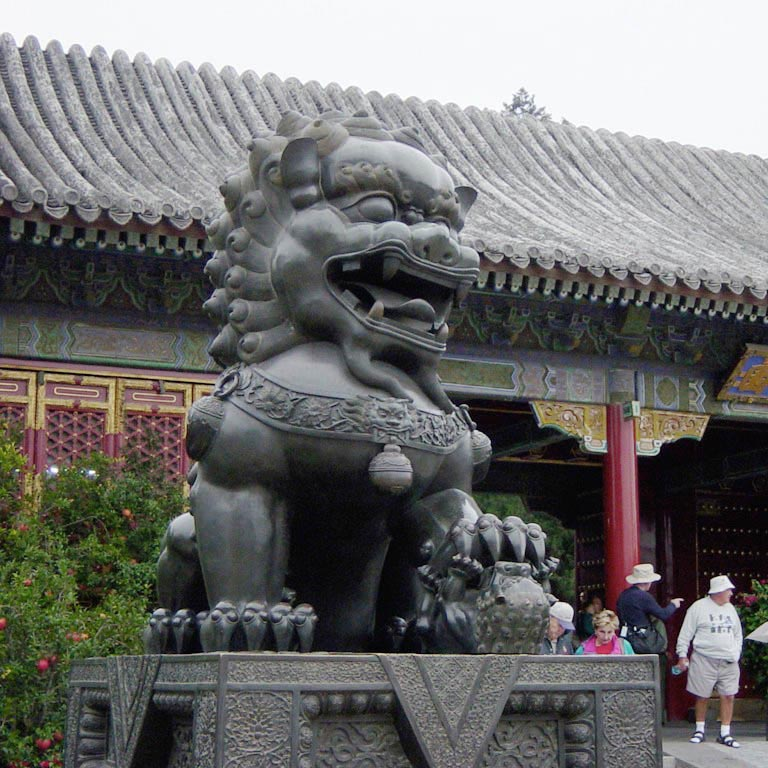
Ett vaktande honlejon med unge vid Sommarpalatset, I Peking - sen Qing-dynasti.
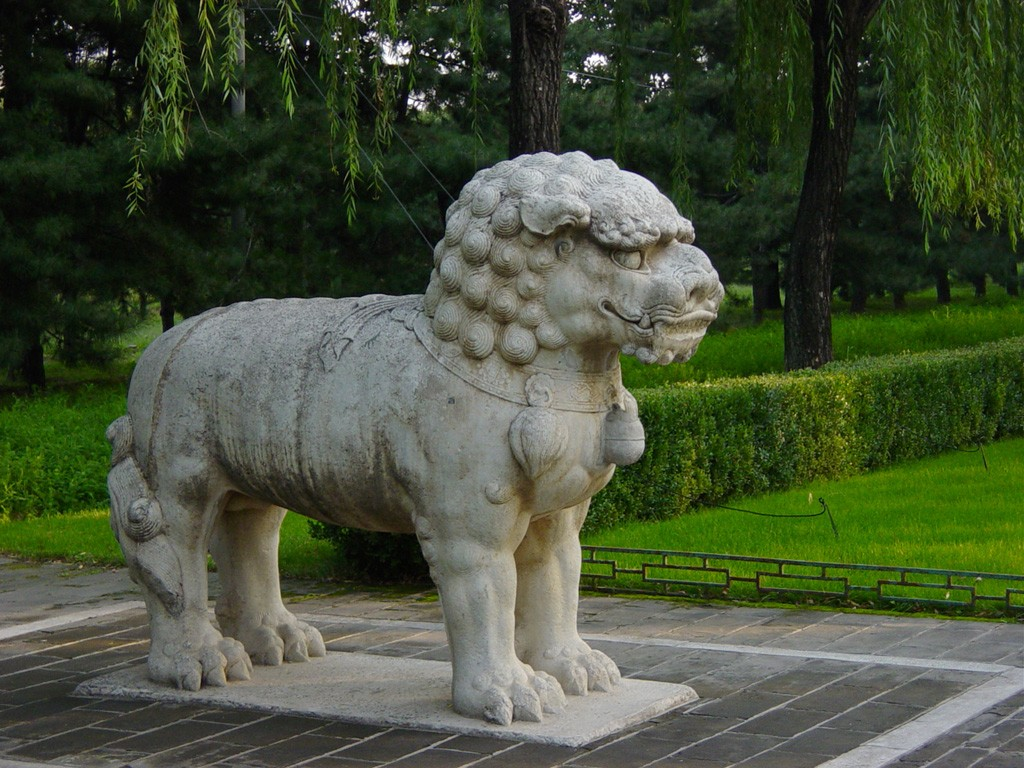
En vaktande lejonhund vid Minggravarna i Changping-distriktet, i Peking.
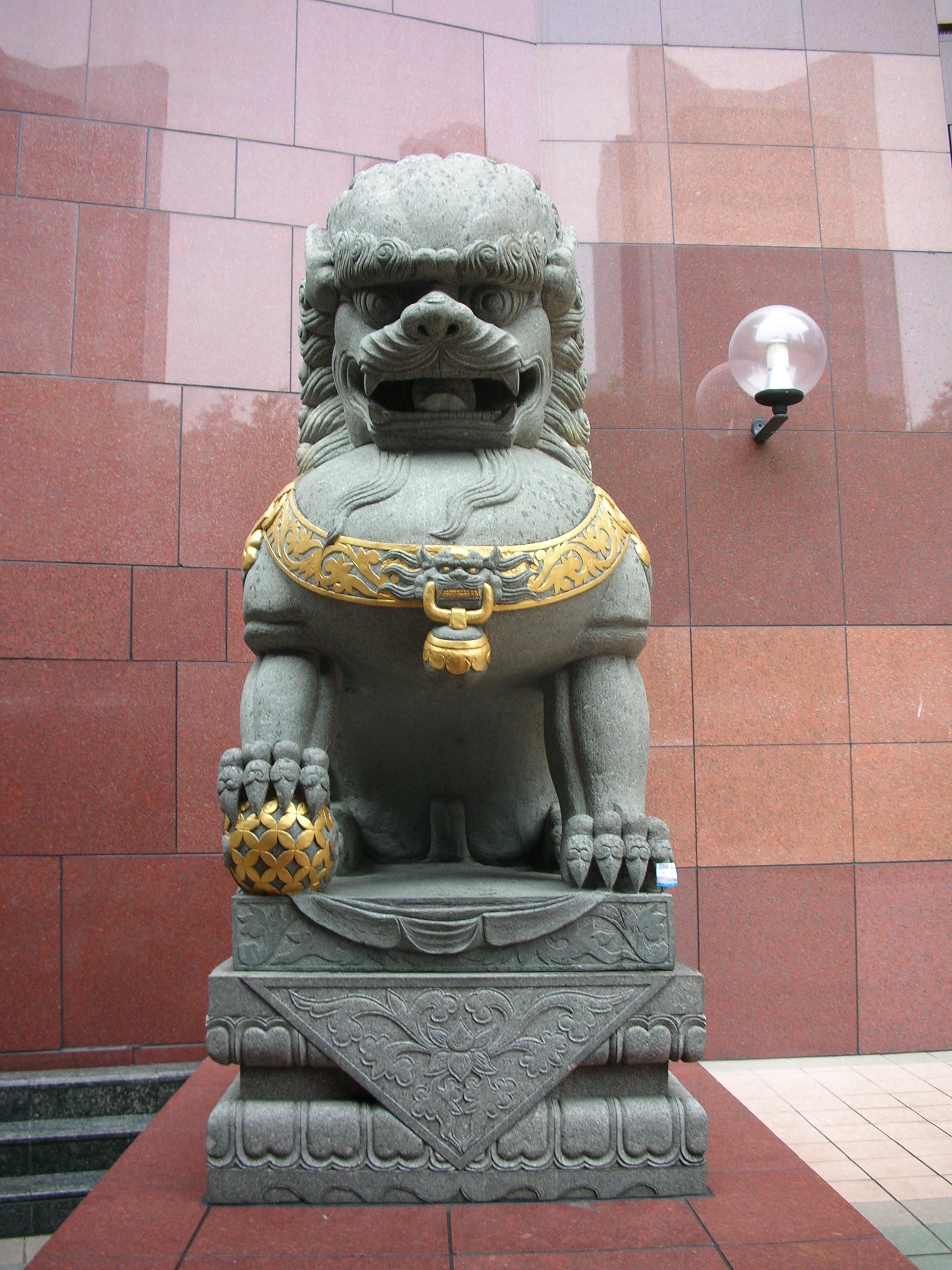
Lejonhund utanför Ngee Ann i Singapore.
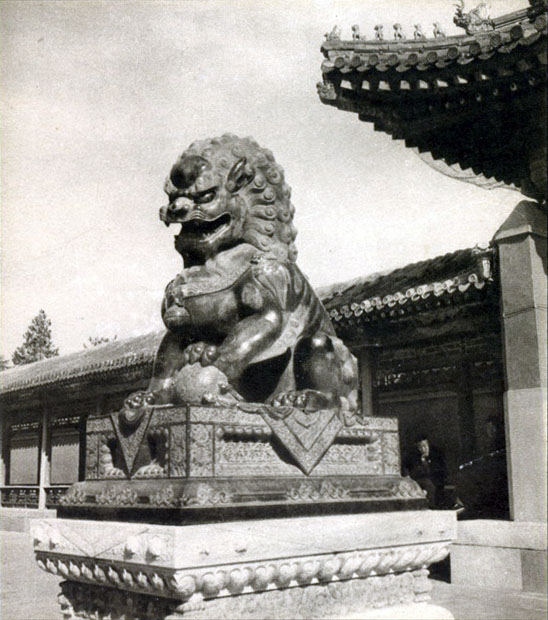
Kinesiskt vaktlejon i Peking, Kina
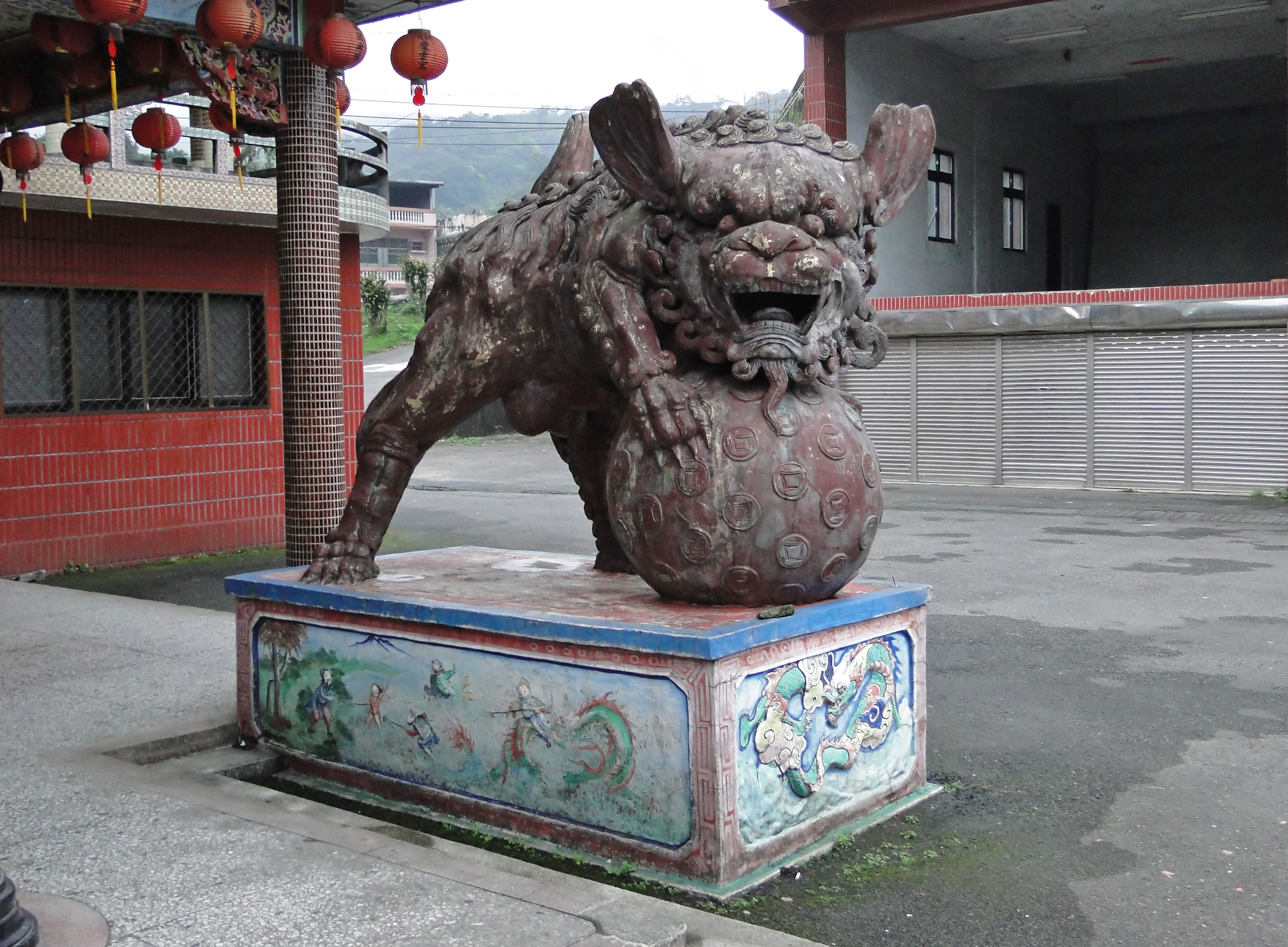
Ett vaktande lejon i Pingxi-distriktet, Taiwan
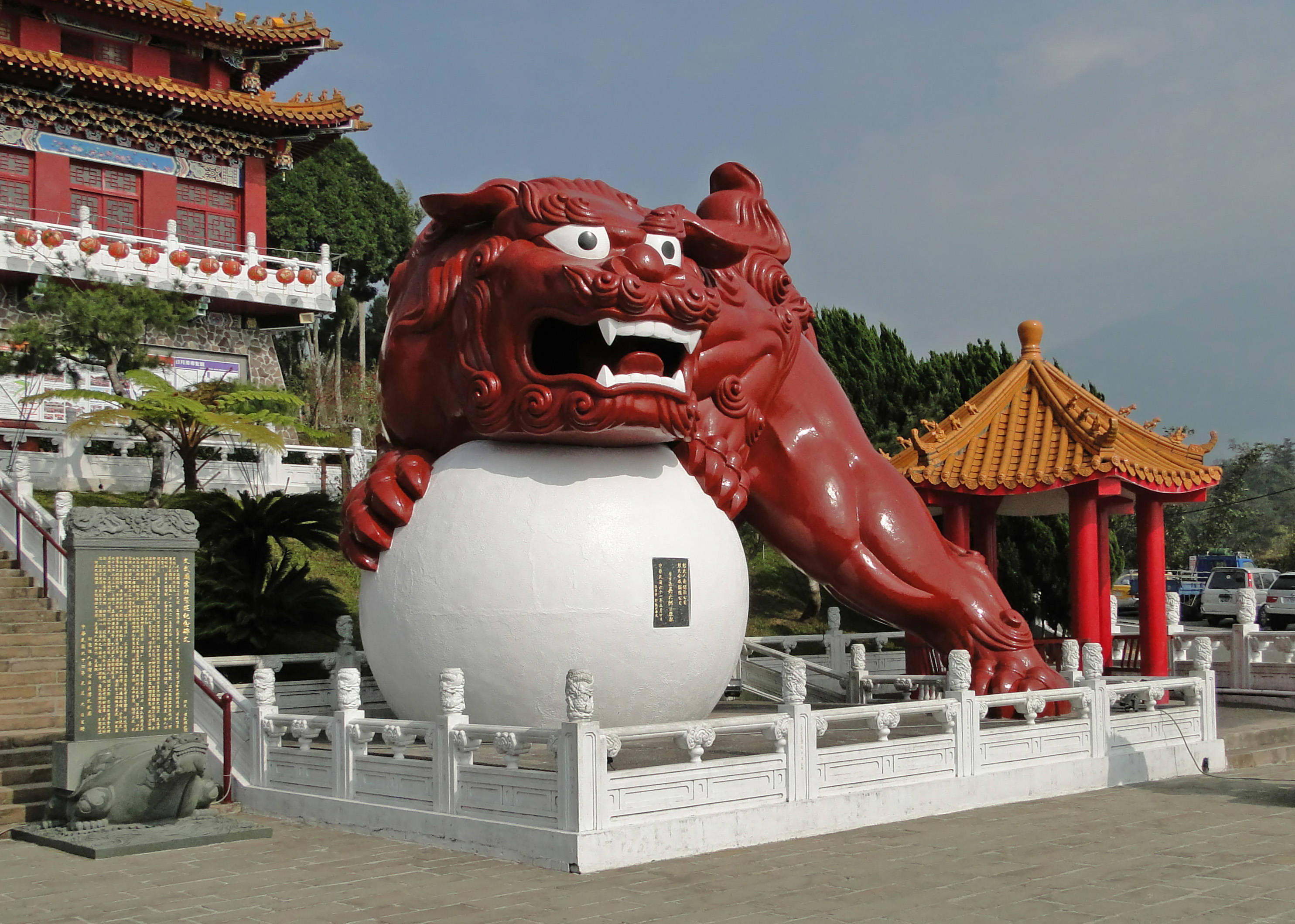
En lejonhund vid Wen Wu-templet, Taiwan
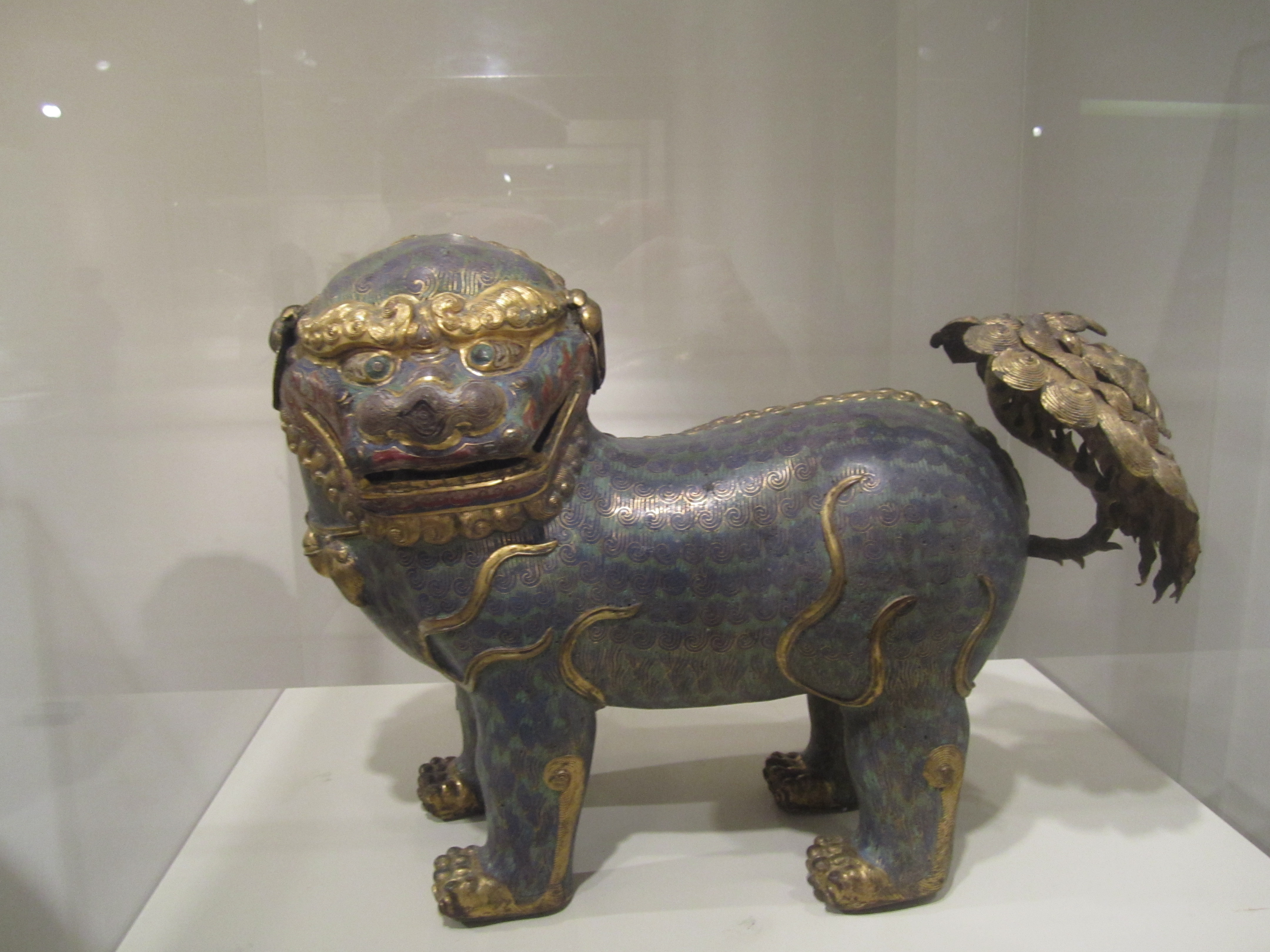
Lejonhund, Brooklyn Museum, New York
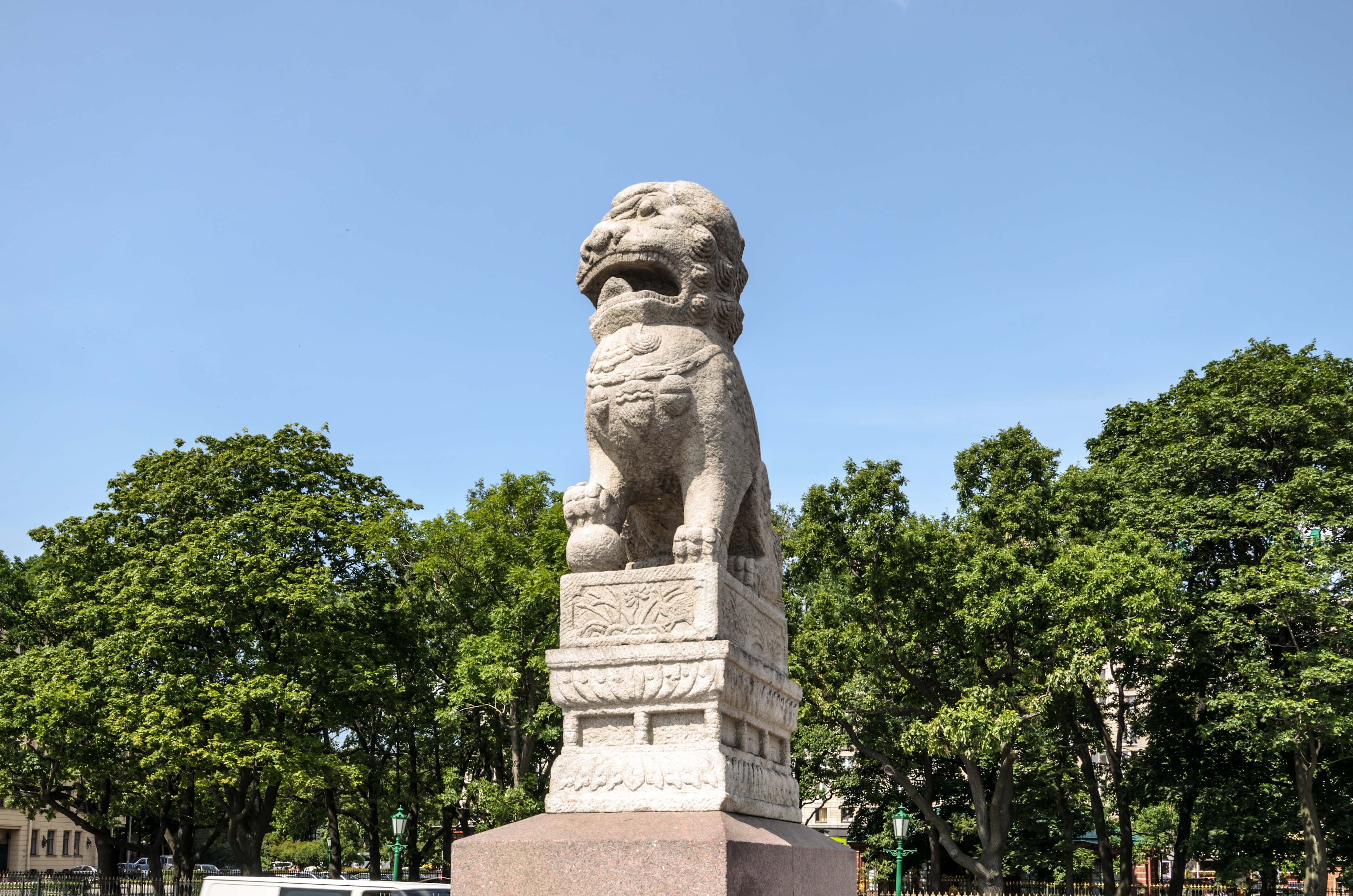
Ett vaktande lejon i Sankt Petersburg, Ryssland
Kinesisk Lejonhund med rökelsehållare, 1800-tal.
Lejonhund tillverkad på 1600-talet i Kina.

## Anmärkning
Inte att förväxla med afrikansk lejonhund, ett annat namn för hundrasen rhodesian ridgeback.